# Путчино (агрогородок, Минская область)
Пу́тчино (бел. Пу́тчына) — агрогородок в Дзержинском районе Минской области Республики Беларусь. Административный центр Путчинского сельсовета

## География
Расположен в 50 километрах от Минска, в 12 километрах от Дзержинска и 14 километрах от станции Койданово. Около  автомобильной дороги М65.

### Гидрография
На берегу реки Усса.

## История
Посёлок Путчино был основан в 1930-е годы, когда в 1932 году была образована Путчинская МТС. Входил в состав Путчинского сельсовета (до 23 июля 1937 года — национального польского сельсовета) Койдановского (затем переименованного в Дзержинский) района Минского округа.
С 31 июля 1937 года в составе Заславского района, с 4 февраля 1939 года — в восстановленном Дзержинском районе, с 20 февраля 1938 года в составе Минской области.
В 1958 году Путчинская МТС была преобразована в РТС.
В Великую Отечественную войну с 28 июня 1941 по 6 июля 1944 года посёлок был оккупирован немецко-фашистскими захватчиками.
В 1960 году Путчино — центр одноимённого совхоза, в посёлке проживали 148 жителей. С 30 октября 1981 года центр сельсовета. В 1988 году — 115 дворов, 410 жителей.
В 2009 году Путчино — центр УП «Путчино».
В 2008 году посёлок Путчино преобразован в агрогородок.

## Население

### Численность
- 2017 год — 585 жителей

### Динамика
- 1960 год — 148 жителей
- 1988 год — 410 жителей
- 1999 год — 487 жителей (перепись населения)
- 2000 год — 449 жителей, 144 двора
- 2004 год — 482 жителя, 155 дворов
- 2009 год — 538 жителей (перепись населения)
- 2017 год — 585 жителей[7]

## Инфраструктура
В агрогородке действует начальная школа, Дом культуры, отделение связи, библиотека и магазин.

## Достопримечательность
- Водонапорная башня

## Известные лица
- Сергей Николаевич Ходин (род. 1963) — белорусский историк.